# Nohanent
Nohanent is een gemeente in het Franse departement Puy-de-Dôme (regio Auvergne-Rhône-Alpes). De plaats maakt deel uit van het arrondissement Clermont-Ferrand en van het gemeentelijk samenwerkingsverband Clermont Auvergne Métropole. Nohanent telde op 1 januari 2022 2.246 inwoners.

## Geografie
De oppervlakte van Nohanent bedroeg op 1 januari 2022 4,2 vierkante kilometer; de bevolkingsdichtheid was toen 534,8 inwoners per km².

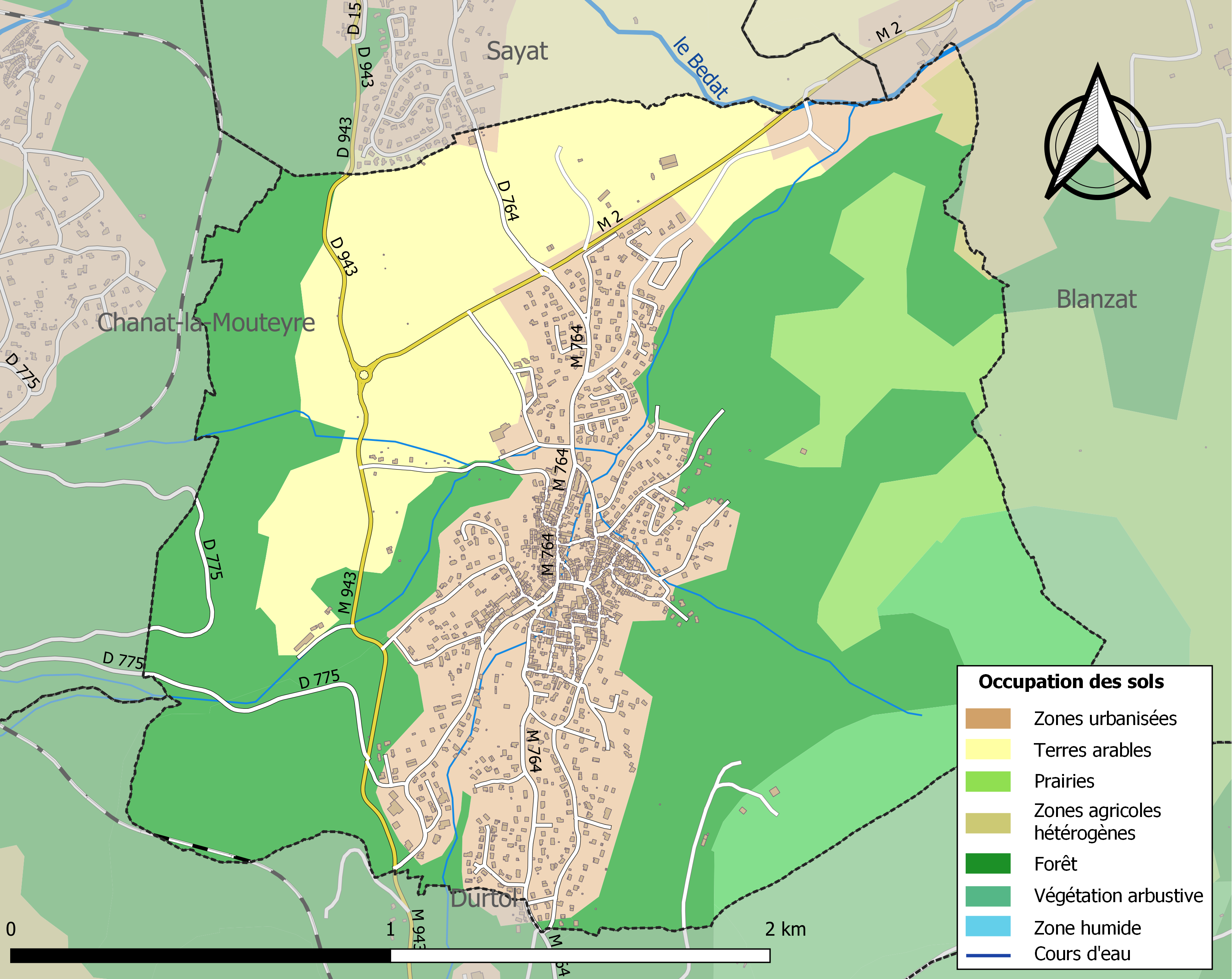
Kaart van de gemeente met belangrijkste infrastructuur, bodemgebruik en omliggende gemeenten

## Demografie
Onderstaande figuur toont het verloop van het inwonertal (bron: INSEE-tellingen).